# Goliad
Goliad és l'única ciutat i seu del Comtat de Goliad a l'estat de Texas dels Estats Units d'Amèrica.

## Demografia
Segons el cens dels Estats Units del 2000 tenia 1.975 habitants, 749 habitatges, i 518 famílies. La densitat de població era de 498,4 habitants per km².
Dels 749 habitatges en un 33,9% hi vivien nens de menys de 18 anys, en un 51,7% hi vivien parelles casades, en un 12,8% dones solteres, i en un 30,8% no eren unitats familiars. En el 28,7% dels habitatges hi vivien persones soles el 15,8% de les quals corresponia a persones de 65 anys o més que vivien soles. El nombre mitjà de persones vivint en cada habitatge era de 2,49 i el nombre mitjà de persones que vivien en cada família era de 3,04.
Per edats la població es repartia de la següent manera: un 26,3% tenia menys de 18 anys, un 7,2% entre 18 i 24, un 24,4% entre 25 i 44, un 21,3% de 45 a 60 i un 20,8% 65 anys o més.
L'edat mitjana era de 39 anys. Per cada 100 dones de 18 o més anys hi havia 84,1 homes.
La renda mitjana per habitatge era de 26.200 $ i la renda mitjana per família de 33.438 $. Els homes tenien una renda mitjana de 28.889 $ mentre que les dones 20.167 $. La renda per capita de la població era de 13.997 $. Aproximadament el 19,7% de les famílies i el 23,1% de la població estaven per davall del llindar de pobresa.

## Poblacions properes
El següent diagrama mostra les poblacions més properes.